# Juda (stam)

Het symbool van de stam van Juda is de Leeuw van Juda

Stamgebieden in het Bijbelse Israël

De Stam van Juda (Hebreeuws: יְהוּדָה)
is een van de twaalf stammen van Israël, zoals beschreven in de Tenach. Stamvader is Juda, de vierde zoon van Jakob.
Samen met de stam Benjamin vormden de nakomelingen van Juda het zuidelijke rijk, oftewel het koninkrijk Juda. Omdat de stam Benjamin erg klein en zwak was in vergelijking met de stam Juda, werd Juda wel geïdentificeerd met het gehele zuidelijke rijk. Het woord Jood is van Juda afgeleid. De meeste Joden behoren dan ook tot de stam van Juda.

## Geschiedenis
Juda en zijn drie zonen trokken samen met Jakob naar het oude Egypte (Genesis 46). Ten tijde van de uittocht uit Egypte was de familie van Juda al gegroeid tot 74 000 mannen (Numeri 1). Tijdens de tocht door de woestijn naar het beloofde land groeide de omvang van het volk van Juda nog verder. Kaleb was de vertegenwoordiger van Juda toen twaalf verspieders het beloofde land moesten verkennen.
Na de verovering van het beloofde land kreeg de stam van Juda veruit het grootste deel van het land in handen in vergelijking met de overige stammen (ongeveer een derde deel).

## Leden
Omdat de Bijbel veel schrijft over het zuidelijke rijk komen er relatief veel leden uit de stam Juda in voor. Hieronder volgt een kort overzicht van belangrijke leden van deze stam.
- Kaleb
- Otniël, zoon van Kaleb en richter van Israël.
- Koning David en diens nakomelingen.
- Jezus, volgens het Evangelie volgens Lucas en het Evangelie volgens Matteüs een afstammeling van David.
- De volgende profeten:
  - Amos
  - Habakuk
  - Jesaja
  - Joël
  - Micha
  - Obadja
  - Zacharia
  - Zefanja

## Apostolische kerken
In de Hersteld Apostolische Zendingkerk heette Nederland het stamgebied Juda. In deze kerk was het gebruikelijk - evenals in haar moeder, de Katholiek Apostolische Kerk en trouwens ook de begintijd van de Nieuw-apostolische kerk - om de Israëlitische stamnamen te gebruiken om delen van de christenheid aan te duiden. In de Katholiek Apostolische Kerk stond de stamnaam 'Juda' voor Engeland. De Hersteld Apostolische Zendingskerk viel in de periode 1969-1971 in drie delen uiteen; het restant noemt zich sindsdien de Hersteld Apostolische Zendingkerk - Stam Juda.